# Flabelliderma berkeleyorum
Flabelliderma berkeleyorum is een borstelworm uit de familie Flabelligeridae. Het lichaam van de worm bestaat uit een kop, een cilindrisch, gesegmenteerd lichaam en een staartstukje. De kop bestaat uit een prostomium (gedeelte voor de mondopening) en een peristomium (gedeelte rond de mond) en draagt gepaarde aanhangsels (palpen, antennen en cirri).
Flabelliderma berkeleyorum werd in 2007 voor het eerst wetenschappelijk beschreven door Salazar-Vallejo.